# Jonathan Seremes
Jonathan Seremes (3 de septiembre de 2000) es un deportista de Francia que compite en atletismo. Ganó una medalla de bronce en el Campeonato Mundial de Atletismo Sub-20 de 2018, en la prueba de triple salto.